# HD219794
HD219794 — хімічно пекулярна зоря спектрального класу A0, що має видиму зоряну величину в смузі V приблизно  7,7.
Вона  розташована на відстані близько 385,1 світлових років від Сонця.